# ملودی مصری
ملودی مصری (به انگلیسی: Egyptian Melodies)؛ یک انیمیشن کوتاه از مجموعه سمفونی احمقانه محصول سال ۱۹۳۱ است که توسط والت دیزنی تهیه شده و توسط ویلفرد جکسون کارگردانی شده‌است.